# 129100 Aaronammons
129100 Aaronammons este o planetă minoră (asteroid) din centura de asteroizi. A fost descoperită pe 2 decembrie 2004 la Catalina Station⁠(d) de Catalina Sky Survey. 
Obiectul prezintă o orbită caracterizată de o semiaxă mare de 2,7103606139112 UAi, o excentricitate de 0,05, o înclinație de 2,8 ° în raport cu ecliptica.